# Giovanni Massaro
Giovanni Massaro (Andria, 28 giugno 1967) è un vescovo cattolico italiano, dal 23 luglio 2021 vescovo di Avezzano.

## Biografia
Nasce ad Andria, sede vescovile in provincia di Barletta-Andria-Trani, il 28 giugno 1967.

### Formazione e ministero sacerdotale
Frequenta dapprima il seminario vescovile di Andria, continuando poi gli studi presso il Pontificio Seminario Regionale Pugliese "Pio XI" di Molfetta. Ottiene presso l'istituto teologico pugliese il baccalaureato in teologia.
Il 5 dicembre 1992 è ordinato presbitero, nella cattedrale di Andria, dal vescovo Raffaele Calabro.
Dal 1992 al 1993 è vicario parrocchiale della parrocchia andriese dedicata a san Riccardo; dal 1993 al 2009 è vicerettore ed economo del seminario vescovile di Andria; dal 2002 al 2007 è direttore diocesano dell'ufficio per l'attività missionaria. Nel 2007 è nominato moderatore di curia e nel 2009 vicario generale della diocesi di Andria; ricopre questi incarichi fino alla nomina episcopale.
Ricopre anche gli incarichi di assistente spirituale regionale del movimento ecclesiale di impegno culturale (MEIC), direttore dell'ufficio catechistico diocesano, caporedattore del mensile diocesano Insieme e amministratore parrocchiale della parrocchia della Madonna della Grazia ad Andria. È anche collaboratore di Tele Dehon, l'emittente televisiva dei padri dehoniani, con la quale collabora saltuariamente.

### Ministero episcopale
Il 23 luglio 2021 papa Francesco lo nomina vescovo di Avezzano; succede a Pietro Santoro, dimessosi per raggiunti limiti d'età. Il 21 settembre riceve l'ordinazione episcopale, in piazza Vittorio Emanuele II (piazza Catuma) ad Andria, dal vescovo di Andria Luigi Mansi, co-consacranti il cardinale Giuseppe Petrocchi, arcivescovo metropolita dell'Aquila, Pietro Santoro, vescovo emerito di Avezzano, e Luigi Renna, vescovo di Cerignola-Ascoli Satriano, originario della diocesi di Andria. Il 3 ottobre prende possesso della diocesi.

## Genealogia episcopale
La genealogia episcopale è:
- Cardinale Scipione Rebiba
- Cardinale Giulio Antonio Santori
- Cardinale Girolamo Bernerio, O.P.
- Arcivescovo Galeazzo Sanvitale
- Cardinale Ludovico Ludovisi
- Cardinale Luigi Caetani
- Cardinale Ulderico Carpegna
- Cardinale Paluzzo Paluzzi Altieri degli Albertoni
- Papa Benedetto XIII
- Papa Benedetto XIV
- Papa Clemente XIII
- Cardinale Enrico Benedetto Stuart
- Papa Leone XII
- Cardinale Chiarissimo Falconieri Mellini
- Cardinale Camillo Di Pietro
- Cardinale Mieczysław Halka Ledóchowski
- Cardinale Jan Maurycy Paweł Puzyna de Kosielsko
- Arcivescovo Józef Bilczewski
- Arcivescovo Bolesław Twardowski
- Arcivescovo Eugeniusz Baziak
- Papa Giovanni Paolo II
- Cardinale Carlo Maria Martini, S.I.
- Cardinale Dionigi Tettamanzi
- Cardinale Angelo Bagnasco
- Vescovo Nunzio Galantino
- Vescovo Luigi Mansi
- Vescovo Giovanni Massaro

## Araldica
| Stemma | Blasonatura |
| ------ | --- |
|        | Partito: nel 1º d'azzurro, alla stella a sette raggi d'argento; nel 2º d'argento al ramo di ulivo di verde posto in decussa con 3 spighe di grano d'oro; al capo di rosso, caricato dell'ombra di sole d'oro caricata dalle lettere IHS di nero. |